# Ferrovie Keisei
Le Ferrovie Keisei s.p.a. (京成電鉄株式会社?, Keisei Dentetsu Kabushiki-gaisha) (il marchio è indicato come "K'SEI" dal 2001) sono un'azienda giapponese di trasporti ferroviari nella grande Area di Tokyo con sede a Sumida (Tokyo). Il network ferroviario serve principalmente l'area est di Tokyo e centrale di Chiba, svolgendo un ruolo primario nel collegare Tokyo con l'Aeroporto Internazionale di Narita, anche grazie al collegamento veloce Skyliner, che unisce l'aeroporto a Ueno in circa 35 minuti, facendo concorrenza al Narita Express di JR East.
Oltre al settore ferroviario la compagnia si occupa anche di una rete di bus, servizi taxi e alcuni real estate. Inoltre possiede una grande quota della Oriental Land Company, che possiede il Tokyo Disney Resort.

## Storia
Le ferrovie Keisei furono fondate il 30 giugno 1909 e iniziarono i servizi il 3 novembre 1912 con treni locali nella parte est di Tokyo. La linea raggiunse Narita nel 1930 e Ueno nel 1933. Inizialmente la ferrovia aveva uno scartamento ridotto di 1372 mm, ma in seguito venne convertito allo scartamento normale nel 1959. Nel 1960 venne inaugurato il servizio diretto con la linea Asakusa della metropolitana di Tokyo, il primo di questo genere in Giappone: i treni Keisei, giunti al capolinea, entrano nella linea metropolitana attraversando la città di Tokyo. Questo permette ai pendolari di continuare il loro viaggio senza alcun cambio di treno.
Nel 1973 fu la volta del servizio Skyliner e verso l'aeroporto arrivò nel 1978, quando venne aperta la prima stazione dell'aeroporto. Nel 1991 fu aperta una nuova stazione sotterranea per migliorare il collegamento con il terminal 1, e nel 1992 il servizio toccò il terminal 2. Il 10 giugno 2010 lo Skyliner fu spostato sulla nuova linea del Narita Sky Access e il tempo di viaggio venne ridotto di 15 minuti.

## Rete ferroviaria
Keisei possiede una rete di 152,8 km, consistenti in una linea principale coadiuvata da sei diramazioni.
- Linea principale Keisei (京成本線): Keisei-Ueno – Aeroporto Narita (67.2 km)
- Linea Keisei Oshiage (京成押上線): Oshiage – Aoto (5.7 km)
- Linea Keisei Chiba (京成千葉線): Keisei-Tsudanuma – Chiba Chūō (12.9 km)
- Linea Keisei Chihara (京成千原線): Chiba Chūō – Chiharadai (10.9 km)
- Linea Keisei Higashi-Narita (京成東成田線):	Keisei-Narita – Higashi-narita (7.1 km)
- Linea Keisei Kanamachi (京成金町線): Keisei-Takasago – Keisei-Kanamachi (2.5 km)
- Linea Keisei Narita Aeroporto (Narita Sky Access) (京成成田空港線): Keisei-Takasago – Narita Airport (51.4 km)

## Materiale rotabile

### Espressi Limitati
- Keisei serie AE (dal 2010)

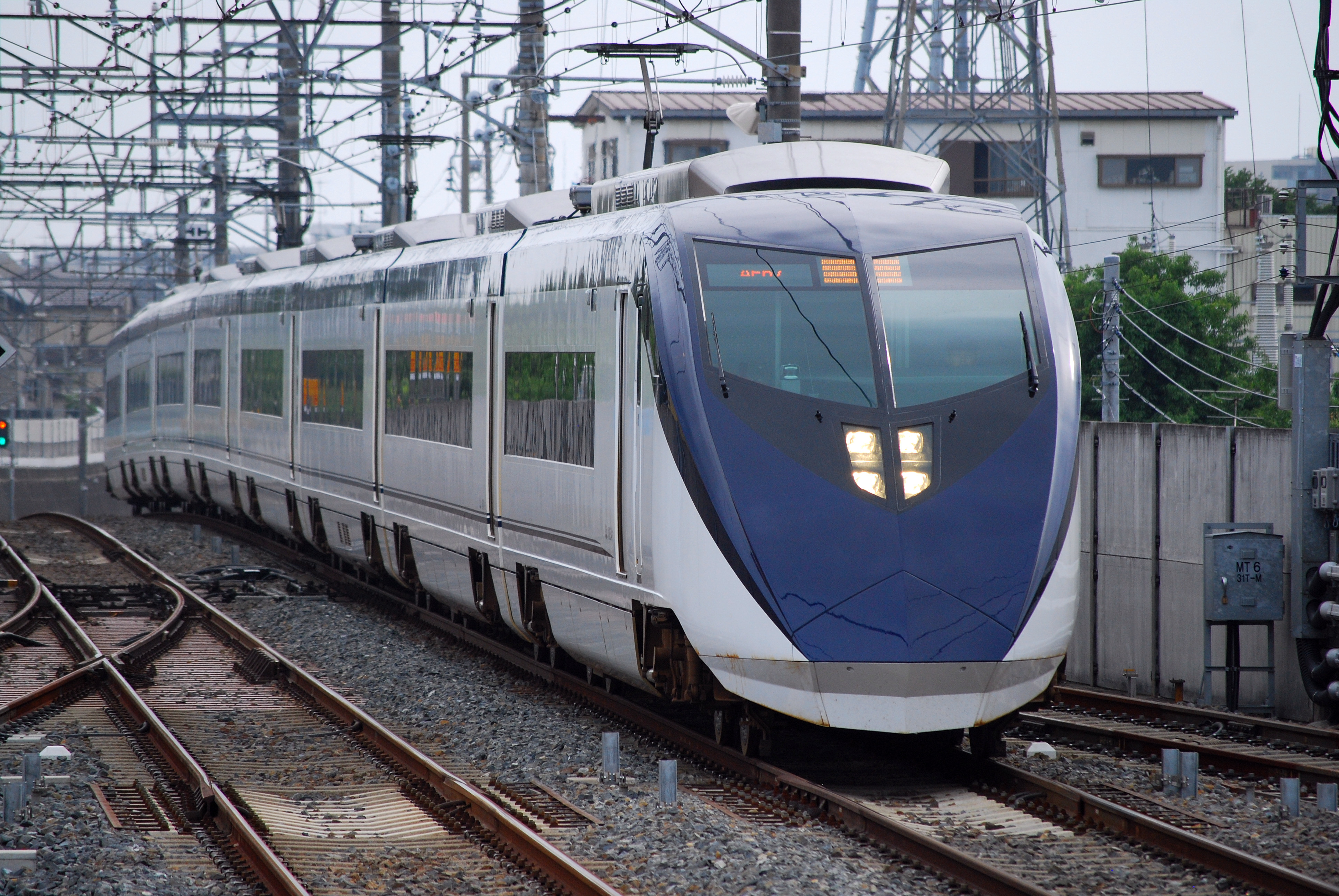
Serie AE (Skyliner)

### Elettrotreni suburbani
- Keisei serie 3050 (dal 2010)
- Keisei serie 3000 (dal 2003)
- Keisei serie 3400 (dal 1993)
- Keisei serie 3700 (dal 1991)
- Keisei serie 3600 (dal 1982)
- Keisei serie 3500 (dal 1972)

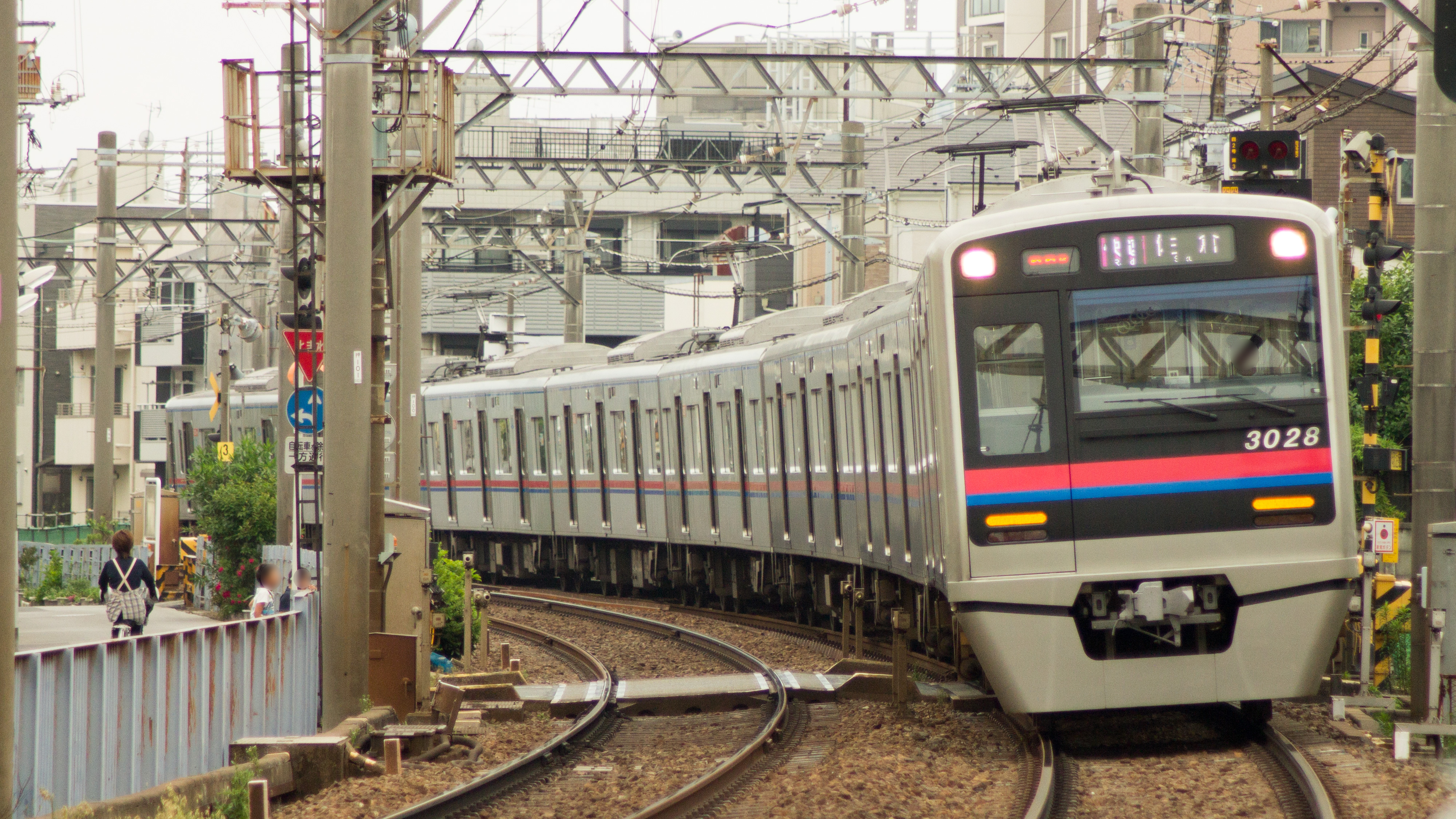
Serie 3000
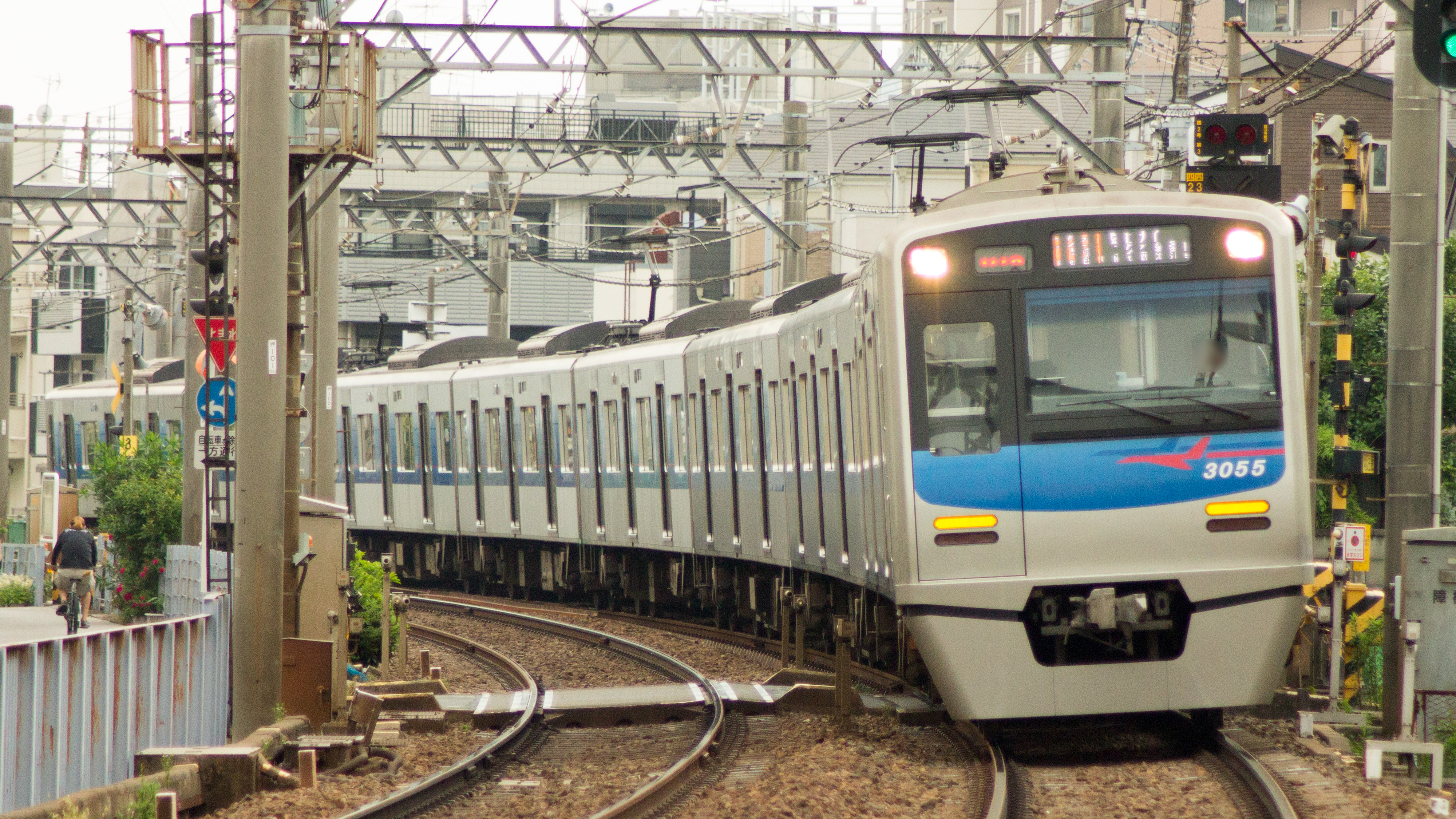
Serie 3050
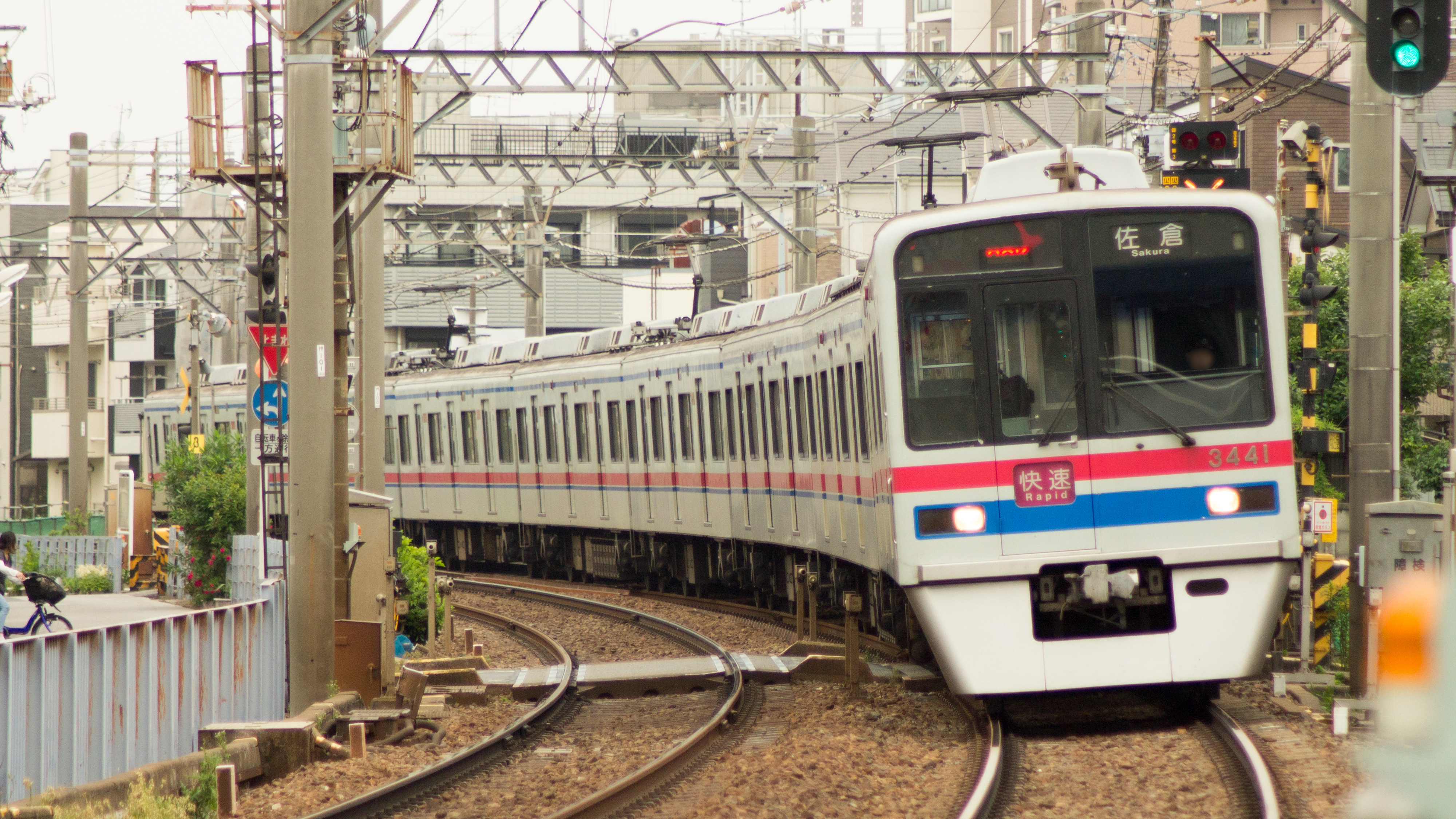
Serie 3400
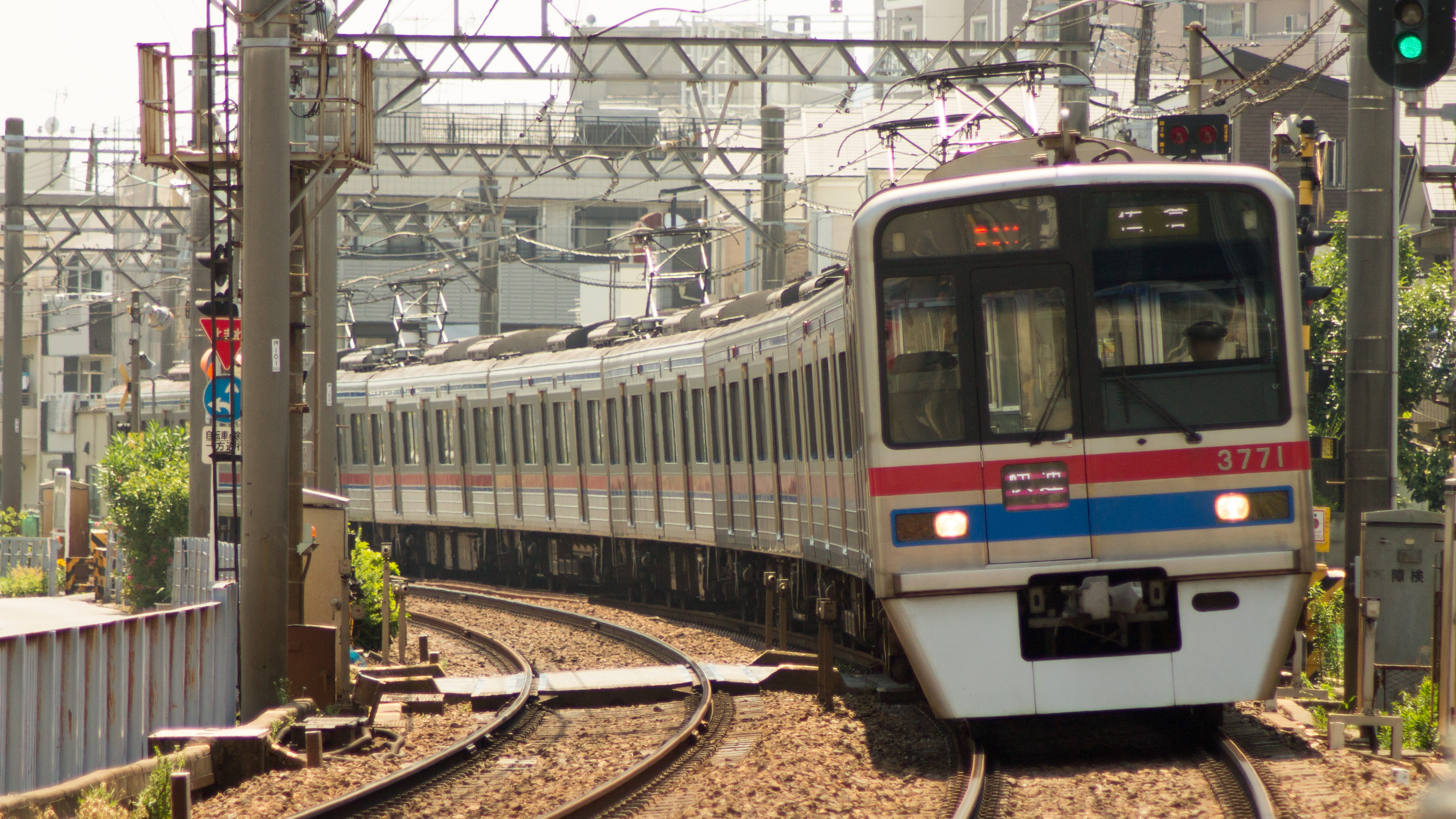
Serie 3700

## Tariffe

### Linea principale
| Distanza    | Prezzo yen | Distanza   | Prezzo yen |
| ----------- | ---------- | ---------- | ---------- |
| Fino a 3 km | 130        | 36 – 40 km | 520        |
| 4 – 5 km    | 150        | 41 – 45 km | 580        |
| 6 – 10 km   | 180        | 46 – 50 km | 640        |
| 11 – 15 km  | 250        | 51 – 55 km | 700        |
| 16 – 20 km  | 310        | 56 – 60 km | 750        |
| 21 – 25 km  | 360        | 61 – 65 km | 810        |
| 26 – 30 km  | 420        | 66 – 70 km | 860        |
| 31 – 35 km  | 470        |            |            |

### Linea Chihara
A destra le tariffe per adulti e a sinistra per bambini.
| Chiba-Chūō | 180       | 240      | 300       | 310     | 350        |
| 90         | Chibadera | 180      | 240       | 280     | 310        |
| 120        | 90        | Ōmoridai | 240       | 240     | 280        |
| 150        | 120       | 120      | Gakuenmae | 180     | 240        |
| 160        | 140       | 120      | 90        | Oyumino | 180        |
| 180        | 160       | 140      | 120       | 90      | Chiharadai |

### Linea Narita Aeroporto
Fra parentesi i prezzi per bambini
| Distanza    | Prezzo yen | Distanza   | Prezzo yen |
| ----------- | ---------- | ---------- | ---------- |
| Fino a 3 km | 200 (190)  | 24 – 26 km | 760 (720)  |
| 4 – 5 km    | 300 (290)  | 27 – 29 km | 790 (750)  |
| 6 – 7 km    | 370 (350)  | 30 – 33 km | 820 (780)  |
| 8 – 9 km    | 440 (420)  | 34 – 37 km | 850        |
| 10 – 11 km  | 500 (480)  | 38 – 41 km | 880        |
| 12 – 14 km  | 570 (540)  | 42 – 45 km | 910        |
| 15 – 17 km  | 630 (600)  | 46 – 49 km | 930        |
| 18 – 20 km  | 680 (650)  | 50 – 52 km | 950        |
| 21 – 23 km  | 730 (690)  |            |            |

## Compagnie affiliate
- Ferrovia Shin-Keisei
- Ferrovia della nuova città di Chiba
- Ferrovia Hokusō
- Kantō Railway
- Ferrovia Kominato
- Maihama Resort Line
- Ferrovia rapida Aeroporto Narita
- Funivia Nokogiriyama
- Funivia del monte Tsukuba
- The Oriental Land Company
- Ferrovia turistica di Tsukuba

Compagnie legate alla Keisei, ma non facenti parte del gruppo, sono:
- Ferrovia Shibayama
- Ferrovia rapida Tōyō